# Preah Khan
Preah Khan (kmerski za "Sveti mač") je veliki kmerski budistički hram, smješten sjeveroistočno od Angkor Thoma u Angkoru, Kambodža. Izgradio ga je kralj Jayavarman VII. u 12. stoljeću kao budističko svetište na niskoj terasi okruženoj kvadratičnim galerijama i satelitskim hinduističkim hramovima i brojnim kasnijim dodacima. Poput obližnjeg Ta Prohma, i ovaj hram je uvelike neobnovljen s velikim brojem drveća i druge vegetacije koji rastu između njegovih ruševina.

## Povijest
Preah Khan je izgrađen na mjestu gdje je Jayavarman VII. pobijedio okupacijsku vojsku kraljevstva Čampa i izvorno ime mu je bilo Nagara Jayasri ("Sveti grad pobjede"). Vrlo je vjerojatno ovo mjesto bila kraljevskom palačom kraljeva Yasovarmana II. i Tribhuvanadityavarmana.
Na steli koja govori o osnutku Preah Khana nosi lik bodisatve Avalokitesvara u obliku kraljeva oca i navodi se kako je posvećen 1191. godine. U kompleksu koji je bio i palačom, gradom i budističkim hramom i školom, te još 430 svetišta drugih božanstava, nekada je živjelo oko 100.000 službenika i sluga.
Od 1992. godine, Preah Khan je, kao dio Angkora, na popisu svjetske baštine UNESCO-a.

## Odlike
Vanjski obzid kompleksa Preah Khan se sastoji od kamenog zida od laterita, promjera 800 x 700 metara koji je okružen rovom, te ima 72 velike skulpture garudasa (mitološka čovjek-ptica) koje nose nāge (mitske zmije), svekih 50 metara. Istočno od njega nalazio se, danas isušeni, baray (vještački bazen) Jayatataka promjera 3,5 x 0,9 km, od kojeg se moglo pristupiti hramu Neak Pean u njegovom središtu.
Na pola puta od obzida na sjevernoj strani nalazi se "Kuća vatre" (Dharmasala), a nadalje se nastavlja tzv. četvrti obzid u kojem je nekada bio grad, sada potpuno obrastao. Treći obzid promjera 200 x 175 m ima monumentalne portale (gopura) od kojih treća ima terasu križnog tlocrta s tri tornja i bočnim paviljonima. Najznamenitije na ovom portalu su dva tropska drveta bombaxa koja su srasla između tornjeva. Zapadno od ovog portala nalazi se glavna os građevina s "Dvoranom pesača" koja ima zidove ukrašene likovima apsarasa, dok su gornje niše s likovima Bude uništene u anti-budističkom bijesu Jayavarmana VIII. u 13. stoljeću. Sjeverno od nje se nalazi dvokatna galerija s oblim stupovima, čija namjena je još uvijek tajna. Oko njih se nalaze tri malena hinduistička hrama posvećeni hindusitičkom trojstvu: Višnu, Šiva i Brahma.
Od Dvorane plesača se zid nastavlja na drugi obzid, promjera 85 x 76 m, te dvorište s dvije "knjižnice" i stupovima na kojima su nekad bile skulpture Bude. nakon dvorišta nastupa središnji obzid (62 x 55 m) koji je ispunjen ruševinama, podijeljene križnom galerijom na četiri dijela. Svaki od njih je kasnijim dodacima dobio nepravilan oblik. Sama galerija je bila prekrivena brončanim pločama s reljefima koji su nekad, s oko 1500 tona, prekrivali cijelo svetište. U središtu hrama, na mjestu gdje je izvorno stajala skulptura Lokesvara, nalazi se stupa koja je dodana stoljećima kasnije.
- Garuda nosi nagu na četvrtom obzidu
- Mistična građevina
- Svetišta Preah Khana
- Ostaci "knjižnica"
- Brončani reljefi svetišta